# Ma’anit
Ma’anit (hebr. מענית) – kibuc położony w Samorządzie Regionu Menasze, w dystrykcie Hajfa, w Izraelu. Członek Ruchu Kibucowego (Ha-Tenu’a ha-Kibbucit).

## Położenie
Kibuc Ma’anit leży na południe od masywu Góry Karmel, w otoczeniu miasta Baka-Dżatt, kibuców En Szemer i Barkaj, moszawu En Iron, oraz wiosek Sza’ar Menasze, Charisz i Majsar.

## Historia
Kibuc został założony w 1942 roku przez członków młodzieżowego ruchu syjonistycznego Ha-Szomer Ha-Cair, którzy wyemigrowali z Czechosłowacji i Polski. Nazwa nawiązuje do pierwszej bruzdy wyoranej w polu. Podczas I wojny izraelsko-arabskiej w 1948 roku kibuc był atakowany przez wojska irackie.

## Edukacja i kultura
Przy zachodniej granicy kibucu znajduje się Żydowsko-Arabskie Centrum dla Pokoju Giwat Hawiwa (eng. Giwat Hawiwa's Jewish-Arab Center for Peace). W 1949 utworzono tutaj centrum edukacyjne Giwat Hawiwa, które zajmuje się najważniejszymi kwestiami dotyczącymi społeczeństwa izraelskiego. „Rozwija inicjatywy oświatowe, przeprowadza badania oraz sondaże opinii społecznej, prowadzi różnorodne inicjatywy na rzecz pokoju, demokracji, koegzystencji, tolerancji i solidarności społecznej”. Giwat Hawiwa sponsoruje Żydowsko-Arabskie Centrum dla Pokoju, które założono w 1963. Jest to najważniejsza izraelska instytucja działająca na rzecz poprawy stosunków arabsko-żydowskich i budująca pomosty pomiędzy Izraelem a arabskimi sąsiadami. W kibucu znajduje się ośrodek kultury, basen pływacki oraz boisko do piłki nożnej.

## Gospodarka
Gospodarka kibucu opiera się na intensywnym rolnictwie. Firma Nutragal Ltd. jest przedsiębiorstwem produkującym nowatorskie odżywki uzupełniające niedobory minerałów w organizmie. Firma Galam Industries Ltd. jest producentem mąki kukurydzianej, fruktozy, glukozy i wielu innych półproduktów spożywczych. Jej produkty są magazynowane i sprzedawane przez firmę Dagal Food Additives Ltd., która ma swoją centralę i magazyn właśnie w kibucu Ma’anit.

## Transport
Na wschód od kibucu przebiega autostrada nr 6, brak jednak możliwości bezpośredniego wjazdu na nią. Z kibucu wyjeżdża się na zachód na drogę nr 574, którą jadąc na południe dojeżdża się do wioski Sza’ar Menasze i drogi nr 6403 prowadzącej na zachód do miasteczka Pardes Channa-Karkur, lub jadąc na północ dojeżdża się do kibucu Barkaj i drogi ekspresowej nr 65.